# Giulio Polerio
Giulio Cesare Polerio (ur. 1548 w Lanciano, zm. 1612 w Rzymie) – czołowy włoski szachista drugiej połowy XVI wieku, autor cenionych rękopiśmiennych traktatów szachowych.
Lanciano to miasto we włoskiej Abruzji, stąd przydomek szachisty "l'Abruzzese" ("Abruzyjczyk"). W młodości Polerio towarzyszył swojemu mistrzowi i przyjacielowi Leonardowi di Bona w szachowych wojażach. W 1575 roku był uczestnikiem ważnego szachowego wydarzenia, meczu pomiędzy Leonardem a hiszpańskim mistrzem Ruyem Lópezem na dworze hiszpańskiego króla Filipa II w Madrycie. Razem z Leonardem i Paolem Boi został hojnie wynagrodzony przez króla Filipa za dobrą grę przeciwko hiszpańskim i portugalskim mistrzom. Po powrocie do Włoch Polerio otrzymał posadę w pałacu Giacoma Boncompagni, księcia Sory, który był jednym z największych możnych miłośników i patronów królewskiej gry w szesnastowiecznej Italii.
W latach 1572–1594 Polerio napisał kilka traktatów szachowych, które zawierały w sumie 148 partii, 38 problemów szachowych i 36 wierszy autorstwa Rotilio Graccy. W manuskryptach opisano partie najwybitniejszych ówczesnych szachistów: Leonarda di Bona, Paola Boi, Ruya Lópeza i wielu innych. Zawierały one również analizy otwarć szachowych, m.in. obrony skandynawskiej, dwóch i czterech skoczków, a także po raz pierwszy wzmiankowanych: obrony sycylijskiej, holenderskiej i gambitu królewskiego. Pod względem głębokości i rzetelności analizy manuskrypty znacznie przewyższały wszystkie dotychczasowe szachowe wydawnictwa, w tym popularny podręcznik Ruya Lópeza. Porównanie prac Poleria z wcześniejszymi daje dobre pojęcie o tym, jak wielki rozkwit przeżywały szachy w szesnastowiecznej Europie i jak szybko rozwijała się szachowa teoria.